# 亨德森 (內布拉斯加州)
亨德森（英語：Henderson）是位於美國內布拉斯加州約克縣的城市。

## 人口
根據2020年美國人口普查的數據，亨德森的面積為1.71平方千米，皆為陸地。當地共有人口1080人，而人口密度為每平方千米632人。